# Phương Chấn Vũ
Phương Chấn Vũ (chữ Hán: 方振武; bính âm: Fāng Zhènwǔ) (1885 – tháng 12 năm 1941) là một tư lệnh Trung Hoa đầu thế kỷ 20.

## Tiểu sử
Phương sinh năm 1885 tại Thọ huyện, Lục An, An Huy, nhà Thanh. Ông tham gia Cách mạng Tân Hợi 1911 và gia nhập quân cách mạng tại Thượng Hải. Tuy nhiên, sau khi Tôn Dật Tiên thất bại trong cuộc cách mạng chống Viên Thế Khải, Phương trốn sang Nhật, trở thành đảng viên Đảng Cách mạng Trung Hoa. Năm 1918, ông trở về Trung Hoa theo lệnh Tôn để chỉ huy một tiểu đoàn trong chính phủ Quảng Đông của Tôn và năm 1921 về Thượng Hải với tư cách một ủy viên trung ương chính phủ Quốc dân đảng mới thành lập. Tuy nhiên, chính phủ mới nhanh chóng chìm trong tranh chấp bè phái, nên Phương bỏ sang phe Chính phủ Bắc Dương, sau phục vụ trong quân đội Phụng hệ dưới quyền Trương Tông Xương tới năm 1925, rồi theo tướng Phùng Ngọc Tường. Ông trở thành Tư lệnh Quân đoàn 3, rồi Tập đoàn quân 4, cũng như tư lệnh đồn trú Tế Nam trước khi lên làm Chủ tịch tỉnh An Huy năm 1929.
Do không ủng hộ Tưởng Giới Thạch, ông bị cách chức giam lỏng vào tháng 10 năm 1929. Sau khi Nhật Bản xâm lược Nhiệt Hà vào tháng 2 năm 1933, Phương gia nhập Phong trào kháng Nhật cứu quốc. Ông tổ chức quân đội của Phong trào và chỉ huy họ Bắc tiến giao chiến với quân Nhật. Ngày 26 tháng 5, Phương hợp quân với Phùng Ngọc Tường tại Trương Gia Khẩu và tổ chức Quân kháng Nhật Nhân dân Sát Cáp Nhĩ, ông là tư lệnh lộ quân phía Bắc, đánh nhau với quân Nhật ở phía đông Sát Cáp Nhĩ. Đội quân này giành được một vài thắng lợi, chiếm lại Đa Luân từ tay quân Nhật và tay sai được một thời gian.
Tuy nhiên, Quân kháng Nhật Nhân dân Sát Cáp Nhĩ sau cùng thất bại trước Lục quân Đế quốc Nhật Bản và bị lực lượng của Tưởng Giới Thạch giải tán, vì Tưởng vẫn muốn hòa đàm với Nhật để rảnh tay trấn áp Đảng Cộng sản và Hồng quân. Sau khi sống tại Quế Lâm một thời gian, Phương phải sang Hồng Kông năm 1939 do sự đe dọa của Quốc dân đảng. Ông lại rời đi sau khi Nhật chiếm Hồng Kông năm 1941, nhưng bị một sát thủ không rõ danh tính ám sát trên đường quay lại Quảng Đông cùng đoàn người tị nạn, vào tháng 12 năm 1941, gần Trung Sơn, Quảng Đông.